# Miodera eureka
Miodera eureka är en fjärilsart som beskrevs av Barnes och Benjamin 1926. Miodera eureka ingår i släktet Miodera och familjen nattflyn. Inga underarter finns listade i Catalogue of Life.